# Церква Різдва Богородиці (Берестечко)
Церква Різдва Богородиці — чинна церква у селі Берестечко на Рівненщині. Нині діюча церква Рівненської єпархії ПЦУ, пам'ятка архітектури місцевого значення.

## Історія
Збудована у 1839 р. Освячена 22 вересня 1885 року. Іконостас старий. Церква православна від 1839 року, приписана до с. Малеве, до 1838 року була греко-католицькою.

## Опис

Всередині храму

Дерев'яна, на кам'яному фундаменті, однокупольна покрита бляхою, дуже простора разом із такою ж дзвіницею. Проводи бувають в світлу суботу. Церква збудована за планом, виданим Волинським губернським церковно-будівельним присутствієм за місцеві засоби. Пофарбована ззовні і всередині олійною фарбою. Богослужбовими книгами, начинням і ризницею в даний час церква ще досить убога, зокрема книгами, яких взагалі нема, за винятком греко-католицького друку і то декілька книг.
Щороку в березні відбувається вшанування пам'яті чотирьох повстанців, які поховані біля церкви, там же споруджено пам'ятний знак з викарбуваними іменами загиблих.
Було проведено реконструкцію, в ході якої старі зовнішні стіни були оббиті сучасним матеріалом з метою утеплення приміщення. Даних хід для церкви, зокрема для її старих стін, шкодить надмірним опаром влітку та зміною температур взимку.